# هانز لاندا
هانز لاندا هي شخصية خيالية من فيلم 2009 أوغاد مجهولون للمخرج كوينتن تارانتينو مثلها الممثل الألماني-النمساوي كريستوف فالتز وحاز على إثرها على جائزة الأوسكار لأفضل ممثل مساعد لعام 2009 بالإضافة إلى جائزة أفضل ممثل في مهرجان كان السينمائي.